# Begardos
Os begardos foram um movimento religioso cristão que surgiu por volta do ano de 1215 na Alemanha, estendendo-se pela França, Holanda e Espanha. Foram grupos de pregadores errantes que denunciavam a corrupção do clero e pregavam uma vida fiel ao Evangelho e a experiência dos primeiros apóstolos. 
A autonomia do movimento foi vista com grande preocupação por parte das autoridades eclesiásticas, em especial depois que se aliaram aos Irmãos do Livre Espírito e aos Franciscanos Espirituais. Foi condenado pelo papa Bonifácio VIII e pela bula papal In agro dominico de 27 de março de 1329 de João XII. 
O renascimento religioso generalizado de que as beguinas trouxe como resultado, também na mesma época, várias sociedades afins para os homens. Destes, os Begardos foram os mais generalizados e o mais importante. Os Begardos foram todos leigos, e como as beguinas, não estavam ligados por votos, a regra de vida que eles observavam não foi uniforme, e os membros de cada comunidade só estavam sujeitos aos seus próprios superiores locais, mas, ao contrário das beguinas, não tinham propriedade privada, os irmãos de cada mosteiro tinham uma bolsa comum, moravam juntos sob o mesmo teto, e comiam no mesmo prato. 
Eram na sua maior parte, embora nem sempre, homens de origem humilde, tecelões, tingidores, e assim por diante, estavam intimamente ligados ao artesanato das cidade-corporações. Acreditavam na impecabilidade da alma humana quando se trata de visão direta de Deus. O espírito evangélico inspirava sua espiritualidade: pobreza, piedade e pureza. Suas teorias serviram para o posterior desenvolvimento das várias teses quietistas. 
Consideram que a condição humana e a relação entre tempo e eternidade, permite que os homens desfrutem da contemplação adquirida na terra da bem-aventurança final, não existe uma identidade entre Deus e o homem, reafirmando mais uma vez que a deificação pode ser consumada na Terra, não têm nenhum valor os sacramentos e a piedade eucarística, pois a única oração verdadeira é a interior. 
Durante o Concílio de Vienne (1312), as autoridades eclesiásticas condenaram o begardismo, porque, com o pretexto de buscar a perfeição, suas teses abriam caminho para a imoralidade. Entre as teses condenadas estão a de que o homem poderia alcançar na terra a perfeição absoluta, se tornando assim impecável e não podendo mais crescer na graça (proposição 1); neste grau de perfeição o homem poderia fazer tudo o que lhe agradasse (proposição 2); não precisando mais cumprir os preceitos da Igreja (proposição 3); nem mesmo exercitar os atos de virtude (proposição 6).
Beguinas e begardos heterodoxos são considerados hereges e suspeitos de pertencer à escola de pensamento dos Irmãos do Livre Espírito, são duramente afetados pela Inquisição.